# Karolin Luger

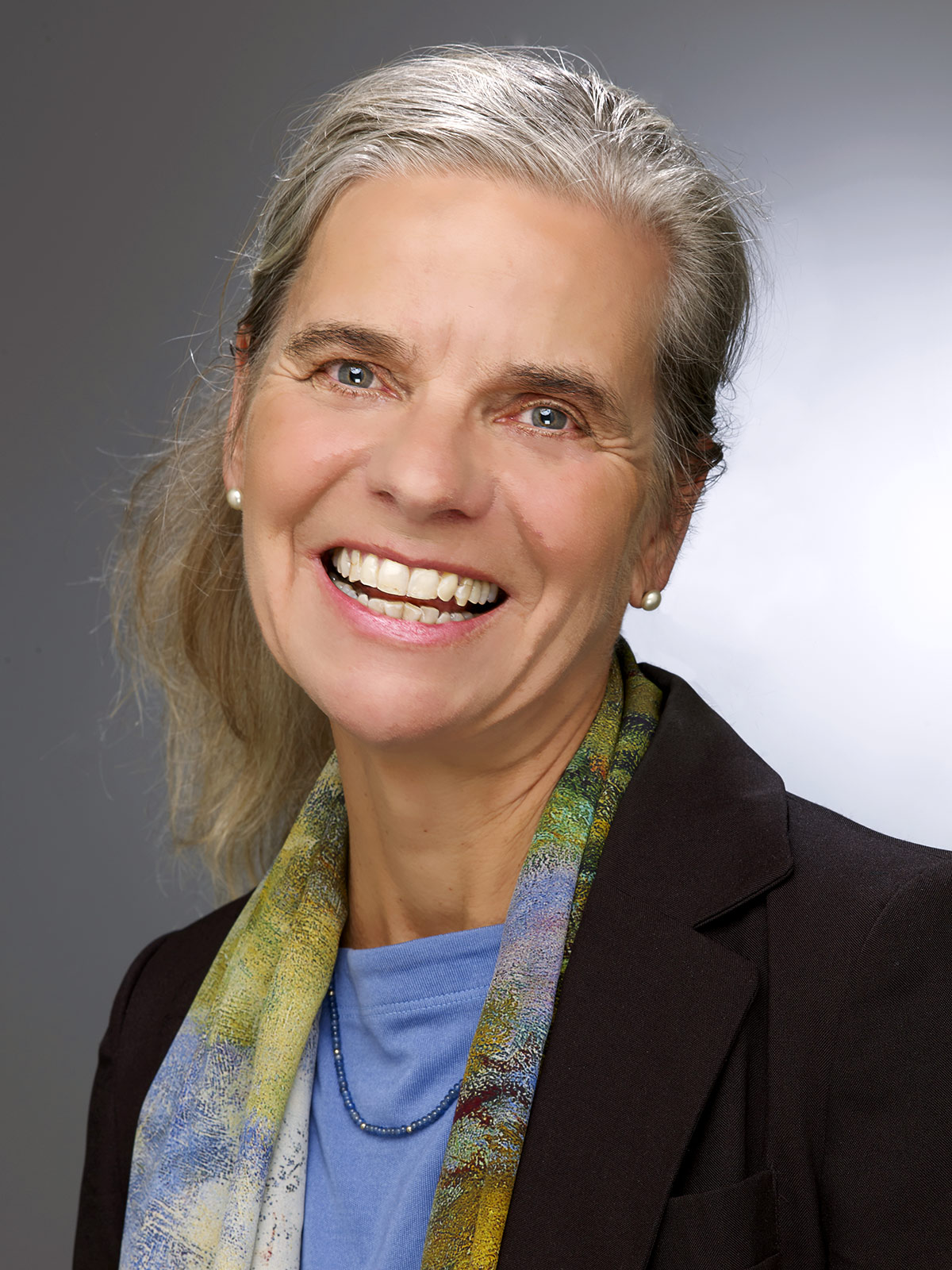
Karolin Luger (2023)

Karolin Luger (* 1963 in Österreich) ist eine österreichisch-amerikanische Biochemikerin an der University of Colorado Boulder. 

## Leben und Wirken
Luger ist bekannt für ihre Arbeiten zur Struktur und Funktion des Chromatins. Insbesondere konnte sie wesentlich zur Aufklärung der dreidimensionalen Struktur von Nukleosomen beitragen. Neuere Arbeiten Lugers befassen sich damit, wie Nukleosomen erkannt und (durch Histon-Chaperone) zusammengesetzt werden und wie die Dynamik der Nukleosomen die Genexpression beeinflusst. Sie verwendet Methoden wie Röntgenkristallografie, Elektronenmikroskopie, Fluoreszenzspektroskopie, Rasterkraftmikroskopie, analytische Ultrazentrifugation, Molekularbiologie und life-cell imaging.
Luger machte in Dornbirn Matura. Sie erwarb an der Universität Innsbruck einen Bachelor in Mikrobiologie und einen Master in Biochemie und bei Kasper Kirschner am Biocenter der Universität Basel einen Ph.D. mit einer Arbeit in Protein-Engineering und Biophysik. Als Postdoktorandin arbeitete sie ab 1990 bei Timothy J. Richmond an der ETH Zürich. Ab 1999 war sie an der Colorado State University, wo sie 2007 eine Professur erhielt. Seit 2015 ist sie an der University of Colorado Boulder und seit 2005 forscht Luger zusätzlich für das Howard Hughes Medical Institute (HHMI).
Karolin Luger erhielt 2007 den Vorarlberger Wissenschaftspreis (Würdigungspreis). 2013 war sie National Lecturer der Biophysical Society. Sie ist seit 2017 Mitglied der American Academy of Arts and Sciences und seit 2018 Mitglied der National Academy of Sciences und der European Molecular Biology Organization.
Luger ist verheiratet und hat eine Tochter.